# Зірочка (техніка)

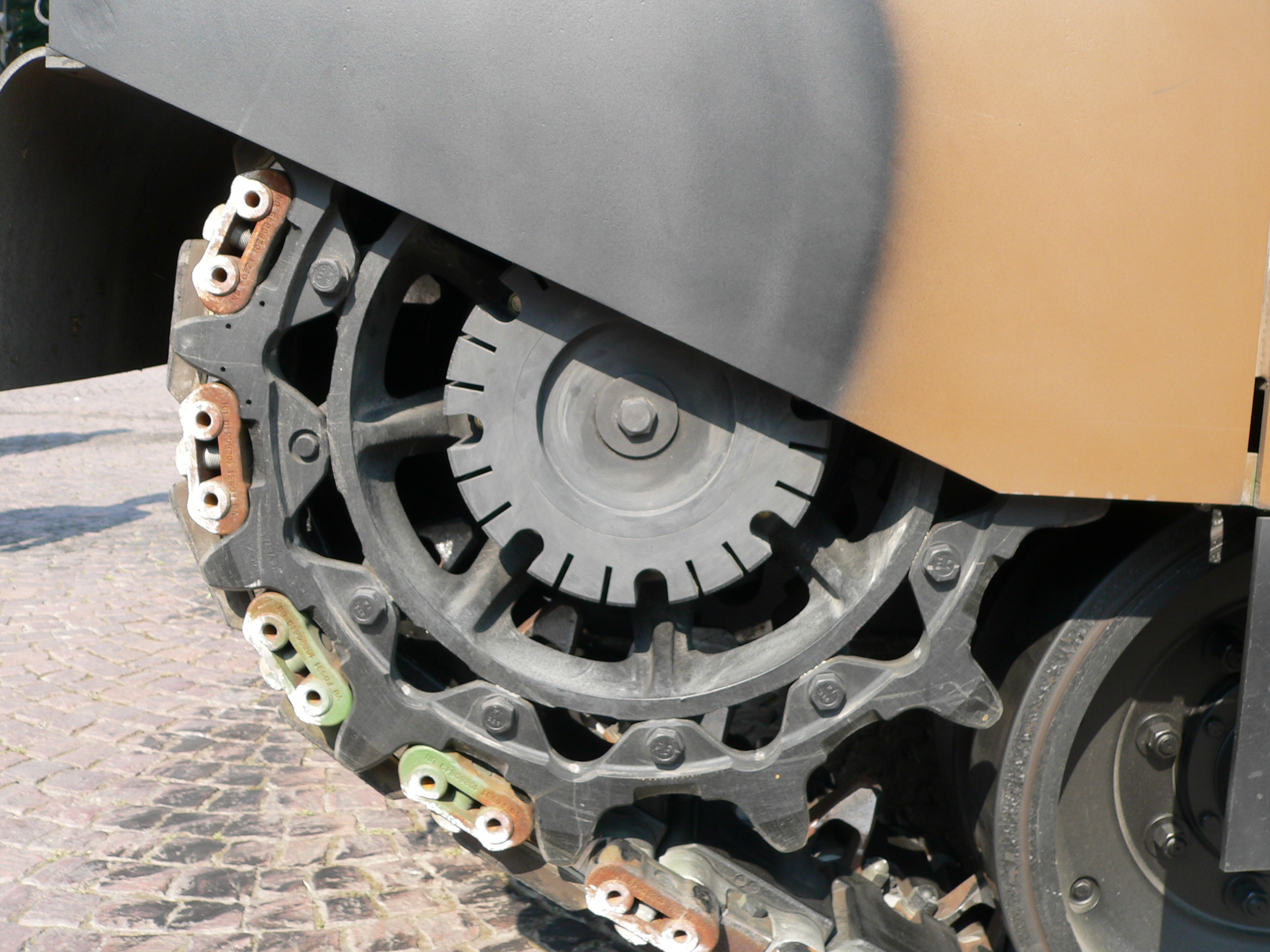
зірочка гусениці танка

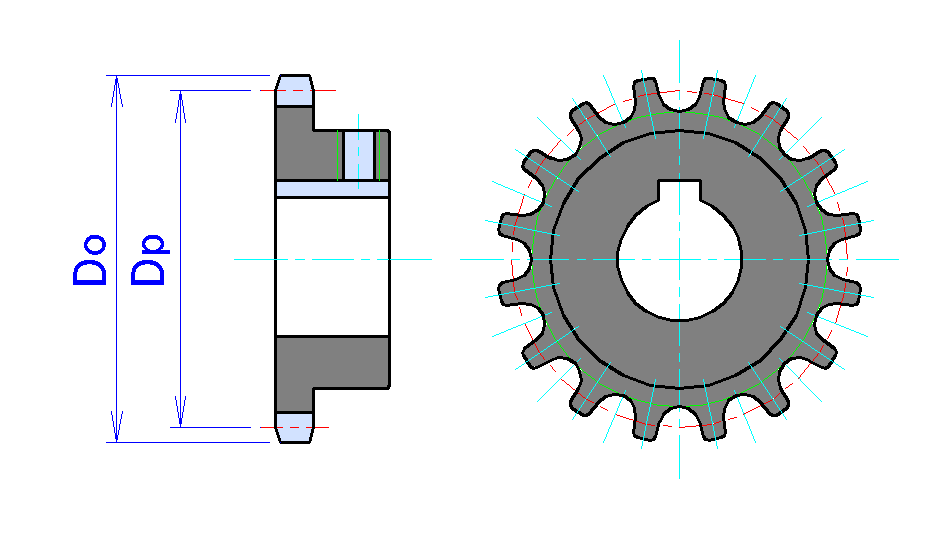
Тип зірочки 16T
Do-зовнішній діаметр зірочки
Dp-діаметр зачеплення

Побудова профілю зуба зірочки

Зірочка — деталь ланцюгової передачі або іншого механізму у вигляді профільованого колеса із зубами, які входять у зачеплення з приводним ланцюгом, гусеницею або з іншими об'єктом, що охоплює її по периметру.
Зубці зірочок для роликових ланцюгів із відношенням кроку ланцюга P до діаметра ролика P/DP < 2 профілюють за ГОСТ 591—69. Стандарт передбачає стійкі до зношення профілі зубців без зміщення та із зміщенням e для нереверсивних ланцюгових передач. Профіль із зміщенням відрізняється тим, що впадина між зубами зміщена на е = 0,03Р.
Шарніри ланок ланцюга, що знаходяться у зачепленні з зірочкою, розміщуються на ділильному колі зірочки діаметром DP
{\displaystyle D_{P}={\frac {P}{\sin {\frac {\pi }{z}}}},}
де z — число зубців зірочки.
Діаметр кола вершин зубців зірочки визначають за формулою
{\displaystyle D_{O}=P\left(0,5+\cot {({\frac {\pi }{z}})}\right)}.

Зірочка з роликовим ланцюгом

Профілі зубців складаються: із впадини, окресленої радіусом r = 0,5025DP + 0,05 мм; дуги радіуса r1 = 0,8DP + r; прямолінійного перехідного відрізка та головки, окресленої радіусом r2. Радіус r2 вибирають таким, щоб ролик ланцюга не котився по всьому профілю зубця, а плавно входив у зачеплення із зубцем до свого робочого положення на дні впадини або дещо вище.
Ширина зубчастого вінця зірочки для однорядного ланцюга b1=0,93ВВН — 0,15 мм; те саме для дво-, три- і чотирирядного ланцюга b2 = 0,9ВВН — 0,15 мм, де ВВН — відстань між пластинами внутрішніх ланок ланцюга.
Основними матеріалами для виготовлення зірочок є середньовуглецеві або леговані сталі 45, 40Х, 50Г2, 35ХГСА із поверхневим або об'ємним гартуванням до твердості 45—55 HRC, або цементовані сталі 15, 20Х, 12ХНЗА на глибину 1,0—1,5 мм і гартовані до 55—60 HRC. Зірочки тихохідних передач (V < 3 м/с) при відсутності ударних навантажень можна виготовляти з високоміцного або антифрикційного чавунів.